# Trái tim băng giá (phim truyền hình Thái Lan)
Wong Wien Hua Jai (tên tiếng Thái: วงเวียนหัวใจ, tên tiếng Việt: Trái tim băng giá) là bộ phim truyền hình Thái Lan. Bộ phim phát sóng vào năm 2009 trên đài Channel 7 (CH7) với sự tham gia của Sukollawat Kanarot và Savika Chaiyadej. Hãng Kantana tiếp tục làm phiên bản mới 2021 với sự tham gia của Saran Sirilak và Tisanart Sornsuek.

## Nội dung
Bow Buphachart là cô gái xinh đẹp, lương thiện và có người bạn trai hoàn hảo Warapong. Một ngày nọ, cô nghe tin bạn trai sắp kết hôn với Withanee, em gái của Tos nên đã rất đau lòng, tìm đến quán bar để giải sầu. Tại đây, cô lọt vào tầm ngắm của bọn tội phạm, chúng chuốc thuốc Buphachart để quay clip tống tiền nhưng cô may mắn được Tos giúp đỡ và đưa đến khách sạn nghỉ ngơi. Sau khi tỉnh dậy, Buphachart tưởng rằng mình đã quan hệ với Tos nên tìm cách bỏ trốn. Còn với Tos, anh phải lòng cô ngay từ lần đầu gặp mặt, muốn dùng sự chân thành của mình để có được tình yêu từ Buphachart. Tuy nhiên, Tos lại là anh trai của Withanee, vợ sắp cưới của người yêu cũ Buphachart nên mọi chuyện trở nên rắc rối. Liệu cuối cùng Tos có tìm được tình yêu đích thực của mình?

## Diễn viên
| Nhân vật                                            | 2009                        | 2021                    |
| --------------------------------------------------- | --------------------------- | ----------------------- |
| Tos Kanaphan                                        | Sukollawat Kanarot          | Saran Sirilak           |
| Buphachart Pimukyothakan (Bow)                      | Savika Chaiyadej            | Tisanart Sornsuek       |
| Worapong (Pong) (bạn trai cũ Bow, cưới Nee)         | Poonphat Attapanyapol       | Takphet Lekawijit       |
| Withanee Kanaphan (Nee) (em gái Tos, cưới Worapong) | Kanya Rattanapetch          | Randapa Muntalumpa      |
| Kantika / "Baitong"                                 | Keetapat Untimanon          | Chatdao Sittipol        |
| Kaekai / "Kae" (bạn Worapong, đối thủ Chai)         | Thamolpan Panuchitputtiwong | Nattarin Suwannalerd    |
| Chai (đối thủ Kaekai)                               | Wichaya Jarujinda           | Chawinvut Kongtoranin   |
| Busayaporn Pimukyothakan (Bam) (chị gái Bow)        | Natthakan Thayuttajaruwit   | Kanyarat Pongkumpanart  |
| Khun Ying Busaba Pimukyothakan (mẹ Bow và Bam)      | Duangdao Jarujinda          | Khwanruedi Klomklom     |
| Mr. Phol Roengsak Pimukyothakan (bố Bow và Bam)     | Thapakorn Dissayanan        | Trin Settachoke         |
| Prasit (bố Baitong)                                 | Trin Settachoke             | Kajornsak Rattananissai |
| Chakorn (quản lý trang trại)                        | Jaturong Kolimart           | Noppon Pitaklohpanit    |
| Tar                                                 |                             | Nuntasai Pisolyabut     |
| Dì Taew                                             | Siriporn Yooyord            | Wachira Permsuriya      |
| Paung                                               | Tao Chernyim                | Bé Panchan Chantasorn   |
| Dì Waew                                             | Krongthong Rachatawan       | Patthama Panthong       |
| Reuang (bố Chai)                                    | Anusorn Dechapunya          | Wasu Saengsingkaeo      |
| Men                                                 | Thammalak Trakuldee         |                         |
| Ying                                                | Khaosai Galaxy              | Piyawat Rattanaruwichit |
| Nhân vật                                            | Diễn viên khách mời         | Diễn viên khách mời     |
| Bác sĩ                                              | Thanchanok Tuangmooktah     |                         |

## Ca khúc nhạc phim
- คำถามที่มีคำตอบ / Kum Tahm Tee Mee Kum Dtaup - Sukollawat Kanarot (2009)
- ไม่รู้ตัวว่ารักเธอ / Mai Roo Dtua Wah Ruk Tur - Savika Chaiyadej (2009)
- คำถามที่มีคำตอบ / Kum Tahm Tee Mee Kum Dtaup - Saran Sirilak (2021)
- ใจตอบมา / Jai Dtaup Mah - Fon Warunee (The Voice S2) (2021)

## Rating
- Tập 1: 3.51
- Tập 2: 4.56
- Tập 3: 4.3
- Tập 4: 4.34
- Tập 5: 4.88
- Tập 6: 4.77
- Tập 7: 5.16
- Tập 8: 5.04
- Tập 9: 5.37
- Tập 10: 5.17
- Tập 11: 5.28
- Tập 12: 5.33
- Tập 13: 5.79
- Tập 14: 6.02
- Tập 15: 6.68
- Tập 16: 6.56
- Tập 17: 6.98
- Tập 18 (cuối): 7.11

Trung bình: 5.38